# Sárkány Jenő
Vitéz ilénczfalvi Sárkány Jenő (Budapest, 1899. szeptember 22. – Bisztrik, Szovjetunió, 1943. február 1.) vezérkari ezredes (tüzér).

## Élete és pályafutása
Apja Sárkány Jenő, szintén hivatásos katonatiszt volt, altábornagyi rendfokozatot ért el. Anyja neve Szászy Ilona.
Középiskolai tanulmányait a pozsonyi katonai főreáliskolában fejezte be, majd a mödlingi Műszaki Katonai Akadémián végzett. 1918. augusztus 17. és 1918. november 4. között az olasz fronton harcolt, majd fogságba esett. 1919 őszén térhetett haza, folytatta katonai pályáját. 1926 és 1929 között Budapesten elvégezte a Magyar Királyi Honvéd Ludovika Akadémia tiszti továbbképző tanfolyamát.
1939. május 1-től november 1-ig Varsóban volt katonai attasé, majd Lengyelország német lerohanása után Bernben folytatta munkáját. 1941. január 1-étől Budapesten a honvédelmi miniszter szárnysegéde volt. 1942 áprilisában vezérkari ezredessé léptették elő, majd augusztusban a Magyar 2. hadsereggel a keleti frontra került, ahol a III. hadtest vezérkari főnöke lett.
A szovjet hadsereg 1943 januári áttörése után egységével kilátástalan helyzetbe került, és az újabb hadifogság elkerülése érdekében öngyilkos lett.

## Kitüntetései a viselési sorrendben
- Magyar Érdemrend tisztikeresztje (1941. augusztus 12. )
- Magyar Érdemrend lovagkeresztje (1939)
- Kormányzói Dicsérő Elismerés Magyar Koronás Bronzérme (1934)
- Károly-csapatkereszt
- Olasz Korona Rend parancsnoki keresztje (1942. május 5.)
- Német Sas Rend II. osztályú érdemkeresztje (1937)
- német Vaskereszt II. osztálya (1942)

## Forrás
- ↑ Szakály: Szakály Sándor: A 2. vkf. osztály: Tanulmányok a magyar katonai hírszerzés és elhárítás témaköréből 1918–1945. 2. javított és kiegészített kiadás. Budapest: Magyar Napló; (hely nélkül): Veritas. 2015.   205–206. o. ISBN 978-615-5465-61-1